# Sidemia judaica
Sidemia judaica är en fjärilsart som beskrevs av Otto Staudinger 1897. Sidemia judaica ingår i släktet Sidemia och familjen nattflyn. Inga underarter finns listade i Catalogue of Life.